# فهرست برترین‌های سوئد
فهرست برترین‌های سوئد (سوئدی: Sverigetopplistan؛ ‏ سوئدی: [ˈsvæ̂rjɛˌtɔp:lɪstan]) جدول موسیقی ملی کشور سوئد است که پیشتر با نام‌های تُـپ‌لیستان (۱۹۷۵ تا ۱۹۹۷) و هیت‌لیستان (۱۹۹۸ تا ۲۰۰۷) شناخته می‌شد و از اکتبر ۲۰۰۷ نام کنونی‌اش را یافت. این فهرست با اطلاعات به‌دست آمده از «انجمن صنعت ضبط موسیقی سوئد» (سوئدی: Grammofonleverantörernas förening) تهیه می‌شود. پیش از تُـپ‌لیستان، آمار فروش موسیقی در سوئد توسط کوالستوپن (Kvällstoppen) تهیه می‌شد که به‌طور هفتگی، یک فهرست ترکیبی از تک‌آهنگ‌ها و آلبوم‌های موسیقی را ارائه می‌داد.